# Park na Zdrowiu

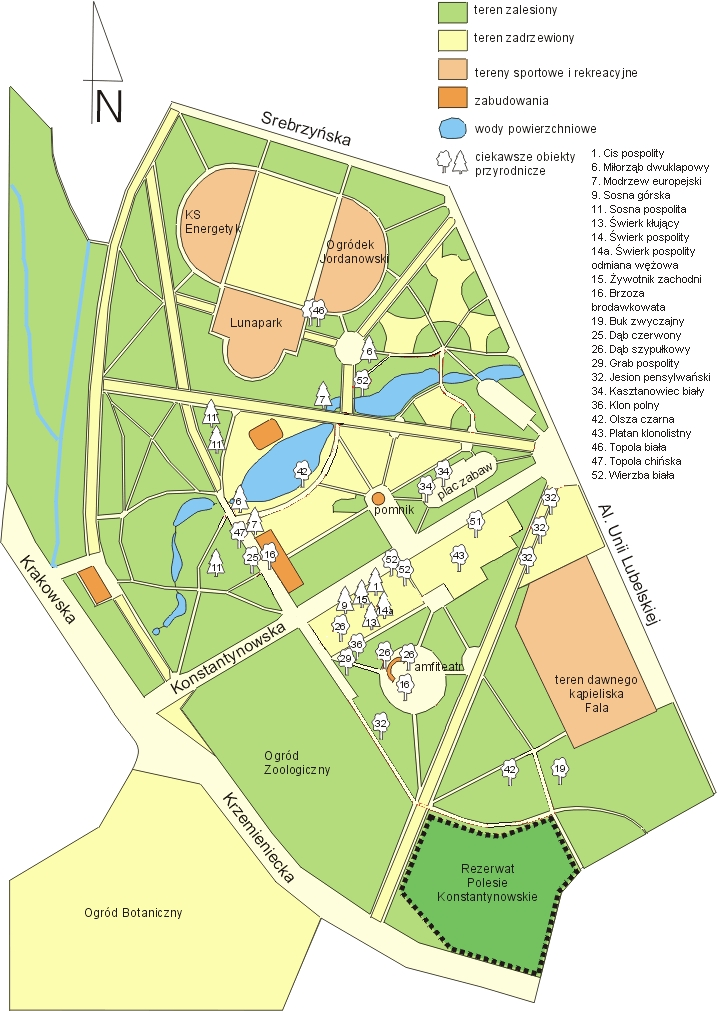
Plan parku

Park im. Marszałka Józefa Piłsudskiego (dawniej Park Ludowy), zwyczajowo Park na Zdrowiu – zabytkowy i największy park w Łodzi, rozciągający się na powierzchni 188,21 ha. Znajduje się w rejonie alei Unii Lubelskiej i ulic: Srebrzyńskiej, Krakowskiej, Krzemienieckiej i Konstantynowskiej.

## Historia
Powstał na terenach należących niegdyś do lasów miejskich. W okresie I wojny światowej powierzchnię lasu zredukowano z ok. 400 ha do 115 ha. Pierwsza koncepcja zagospodarowania tego terenu jako parku pochodziła z 1904 roku i należała do Teodora Chrząńskiego (twórcy parku Poniatowskiego i parku Sienkiewicza), nie została ona jednak nigdy zrealizowana. Plany zagospodarowania parku były wielokrotnie zmieniane przez kolejnych twórców. Do bardziej znaczących projektantów można zaliczyć: Edwarda Ciszkiewicza, braci Zajkowskich, E. Templina lecz dopiero Stefan Rogowicz ustalił ostateczną wersję planu. We wszystkich koncepcjach starano się zachować resztki pozostałego lasu i wyznaczyć tereny przeznaczone pod sport i rekreację. Park zachował taki charakter do dzisiaj.
Wstępne prace nad zagospodarowaniem parku rozpoczęto w latach 20. XX wieku. Do 1928 roku dosadzono na tym terenie prawie 300 000 drzew, wykopano stawy i rozpoczęto prace na terenach sportowych (stadion, korty tenisowe). W latach 30. XX wieku urządzono ogród zoologiczny, zakończono budowę stadionu, ogródka jordanowskiego, strzelnicy, wieży spadochronowej. W tym czasie założono również pierwszy w Łodzi ogród działkowy ciągnący się wąskim pasem wzdłuż wschodniej granicy parku, tuż przy torach kolejowych. Kilka lat przed wybuchem II wojny światowej tempo prac spowolniło się znacznie ze względu na brak funduszy tak, że koncepcja Rogowicza nie została do końca zrealizowana (m.in. tereny wystawowe). W skład parku miał wchodzić także Ogród Botaniczny – zrealizowany dopiero w latach sześćdziesiątych XX wieku, który obecnie stanowi odrębny obiekt. Park został zaprojektowany w postaci półkola od wschodu przylegającego do al. Unii Lubelskiej. Zachodnią część wyznaczają ulice Krakowska i Krzemieniecka. Bryła parku przecięta jest ulicą Konstantynowską. Po obu jej stronach rosną dwa rzędy lip krymskich. Stojąc u zbiegu ulic Konstantynowskiej z al. Unii Lubelskiej widzimy kolejne dwie aleje rozchodzące się promieniście ze skrzyżowania w kierunkach pn.-zach. i pd.-zach. Obie aleje przebiegają przez cały park i posiadają po dwa ciągi spacerowe obsadzone jesionem pensylwańskim.
Na terenie parku po północnej stronie ulicy Konstantynowskiej znajduje się Pomnik Czynu Rewolucyjnego (odsłonięty w 1975 r. w miejscu zniszczonej przez hitlerowców Kolumny Rewolucjonistów z 1923 r.) upamiętniający straconych rewolucjonistów z 1905–1907 r., którzy zostali w tym miejscu pochowani.
27 maja 2019 r. na Wzgórzu Niepodległości, które usypano na miejscu dawnej rosyjskiej strzelnicy wojskowej będącej w latach 1906-1908 miejscem straceń, odsłonięto Pomnik Pamięci Łódzkich Rewolucjonistów – Bojowników o Wolność.

## Przyroda
Zasadnicza, leśna część parku składa się z pospolitych gatunków drzew: sosny zwyczajnej, brzozy brodawkowatej, dębu szypułkowego, grabu oraz olchy czarnej rosnącej na terenach podmokłych. Ogród dendrologiczny natomiast zawiera w swojej kolekcji rzadko spotykane odmiany pospolitych drzew jak na przykład świerk pospolity w odmianie wężowej, czy olszę czarną odmiany strzępolistnej. Ponadto możemy tam spotkać zupełnie egzotyczne gatunki drzew nie występujące naturalnie w naszej strefie klimatycznej jak tulipanowiec czy platan klonolistny.
Obecnie park oraz przylegające do niego tereny określa się mianem kompleksu leśno-rekreacyjnego na Zdrowiu. W jego skład oprócz parku wchodzą: ogród botaniczny, ogród zoologiczny, ogródek dendrologiczny, lunapark, tereny sportowe (m.in. kąpielisko Fala) oraz rezerwat przyrody Polesie Konstantynowskie. W parku znajduje się 18 pojedynczych drzew – pomników przyrody: brzoza brodawkowata (220 cm), 3 buki pospolite (115, 230, 300 cm), dąb czerwony (265 cm), 2 dęby szypułkowe (250 i 310 cm), kasztanowiec biały (255 cm), 2 klony srebrzyste (235, 260 cm), 2 lipy drobnolistne (305 i 320 cm), 2 skrzydłorzechy kaukaskie (225 i 285 cm), wierzba biała odm. zwisła (245 cm) oraz dwie grupy klonów srebrzystych (37 egz. o obw. pni 65 – 270 cm, oraz 14 egz. o obw. 205 – 300 cm) uznanych za pomniki przyrody.